# Ernst Berner
Karl Friedrich Ernst Berner (* 6. Juli 1853 in Berlin; † 12. Oktober 1905 ebenda) war ein deutscher Archivar und Historiker.
Berner besuchte das Gymnasium zum Grauen Kloster in Berlin und studierte zunächst Rechts-, dann Geschichts- und Staatswissenschaften an den Universitäten Leipzig und Heidelberg. Nach seiner Promotion wurde er zum Archivrat, dann Geheimen Archivrat und königlich preußischen Hausarchivar in Berlin berufen. Er leitete von 1893 bis 1895 den Gesamtverein der Deutschen Geschichts- und Altertumsvereine.
Vom Beginn seiner wissenschaftlichen Tätigkeit an widmete er sich intensiv der Geschichte der Hohenzollern und trug regelmäßig Ergebnisse seiner Forschung zum Hohenzollern-Jahrbuch bei. Des Weiteren war er Herausgeber der Serie Quellen und Untersuchungen zur Geschichte des Hauses Hohenzollern. Herausgegeben unter Mitwirkung namhafter Gelehrter, die zwischen 1901 und 1911 in insgesamt 10 Bänden, untergliedert in die Reihen - 1) Briefwechsel, 2) Biographien und 3) Einzelschriften. Als Mitglied der Historischen Gesellschaft zu Berlin gab er in der Nachfolge von Ignaz Jastrow zwischen Jahrgang 18.1895 und Jahrgang 26.1903 die Jahresberichte der Geschichtswissenschaft heraus, den Vorgänger der Jahresberichte für deutsche Geschichte.

## Schriften (Auswahl)
- Zur Verfassungsgeschichte der Stadt Augsburg vom Ende der römischen Herrschaft bis zur Kodifikation des zweiten Stadtrechts im Jahre 1276. Koebner, Breslau 1879.
- Geschichte des preußischen Staates. Mit 63 Tafeln und Beilagen in Farbendruck und Buchdruck. Emil Strauß, Bonn 1896.
  - Gesamtausgabe mit 17 Tafeln und Beilagen in Sarbendruck, 92 Buchdruckbeilagen, etwa 400 Abbildungen im Text und 7 Karten. Verlagsanstalt für Kunst & Wissenschaft, Berlin/München 1891, Digitalisat Michigan = Spiegel auf Google Books.
  - Ausgabe in 8 Teilen
    - Teile 1 und 2, Digitalisat Northwestern U.
    - Teile 7 und 8 in einem Band, Digitalisat Northwestern U.
- (Hrsg. mit Julius Großmann, Georg Schuster, Karl Theodor Zingeler): Genealogie des Gesamthauses Hohenzollern. Nach den Quellen bearb. Moeser, Berlin 1905.
- (Hrsg.): Kaiser Wilhelms des Großen Briefe, Reden und Schriften. Ausgewählt und erläutert von Ernst Berner. 2 Bände, Mittler, Berlin 1906;
  - Band 1 (1797–1860), Digitalisat Minnesota = Spiegel auf Google Books.
  - Band 2 (1861–1888), Digitalisat Minnesota = Spiegel auf Google Books.
- Quellen und Untersuchungen zur Geschichte des Hauses Hohenzollern, Duncker, Berlin 1.1901 – 10.1911.
  - 1.1901 Aus dem Briefwechsel König Friedrichs I. von Preußen und seiner Familie, Digitalisat Princeton, Digitalisat Harvard, Digitalisat Ohio.
  - 3.1902 Der Regierungsanfang des Prinzregenten von Preußen und seiner Gemahlin, Digitalisat Princeton, Digitalisat Wisconsin, Digitalisat California.
  - 9.1908 Ernst Berner, Gustav Berthold Volz: Aus der Zeit des Siebenjährigen Krieges, Digitalisat Princeton, Digitalisat Minnesota, Digitalisat Harvard.